# 로드 파이터
《로드 파이터》(일본어: ロードファイター, Road Fighter)는 1984년 12월 코나미가 개발하고 출시한 레이싱 아케이드 게임의 하나이다. 코나미에서 개발된 최초의 레이싱 게임이기도 하다. 목표는 정해진 시간 내에 다른 차들과 부딪치는 일 없이, 또 연료 부재 상태에 이르지 않으면서 스테이지 내의 결승선에 도착하는 것이다. (연료는 특수한 종류의 차와 부딪치면 재충전된다) 또, 이 게임은 2개의 시퀄이 있는데 하나는 1995년의 미드나이트 런: 로드 파이터 2(Midnight Run: Road Fighter 2), 다른 하나는 1996년의 윈딩 히트(Winding Heat)이다. 그 외에 일본 전용의 리부트 시퀄은 2010년에 출시되었으며, 이는 윈딩 히트가 출시된지 14년 후이다.

## 포팅 및 관련 릴리스
이 게임은 나중에 MSX 홈 컴퓨터 시스템(1985년)과 패밀리 컴퓨터(일본에서는 1985년, 유럽에서는 1991년)용으로 출시되었으며, 오리지널과 동일한 형태를 따랐다. 이 게임은 1999년의 코나미 아케이드 클래식, 또 닌텐도 DS용 코나미 클래식 시리즈: 아케이드 히트에 포함되었다. 이 아케이드 게임은 2005년에 일본에서 i-mode 폰용으로 출시되었다.
로드 파이터는 2010년 3월 24일 엑스박스 360 게임기와 윈도우 기반 PC용의 마이크로소프트의 게임 룸 서비스로 이용이 가능하였다.

## 게임플레이
첫 번째와 두 번째 레벨은 4개의 코스가 있다. 아케이드 버전에서는 6개의 스테이지가 포함되었다.

## 미드나이트 런: 로드 파이터 2
《미드나이트 런: 로드 파이터 2》(Midnight Run: Road Fighter 2)는 1996년 3월 아케이드 게임으로 출시된 로드 파이터의 후속작이며 1997년에는 플레이스테이션 시리즈로 출시되기도 했다.

### 자동차 목록
- 혼다 NSX
- 토요타 수프라
- 마쓰다 RX-7
- 닛산 스카이라인 GT-R
- 포르쉐 911 (플레이 불가)
- 메르세데스 벤츠 SL500 (플레이 불가)

## 윈딩 히트
《윈딩 히트》(Winding Heat)는 로드 파이터와 미드나이트 런의 후속작으로, 1996년 아케이드 게임으로 출시되었다. 미드나이트 런: 로드 파이터 2의 개선판이지만 더 많은 일반 및 튜닝 차량이 있으며 규칙은 동일하다. 미드나이트 런과 달리 산마루 길에서 시작한다.

## 로드 파이터 (2010년)
《로드 파이터》(Road Fighters)는 오리지널 로드 파이터의 일본 전용 시퀄로서, 2010년 아케이드 게임으로 출시되었다.

### 게임 모드
- 로드 파이터 챌린지(Road Fighter Challenge)
- 내셔널 온라인 매치(National Online Match)
- VS(Versus)
- 타임 어택(Time Attack)
- 이벤트 모드(Event Mode)

## 채택
- 로드 파이터(Road Fighter)는 1985년부터 1987년까지 코로 코로 코믹스가 출판한 "패미콤 로키"(Famicom Rocky)라는 만화를 기초로 한 비디오 게임의 하나이다.